# برایتکپف و هرتل
برایتکپف و هرتل (آلمانی: Breitkopf & Härtel) قدیمی‌ترین مؤسسهٔ انتشاراتی آثار نوشتاری موسیقی است.
این مؤسسهٔ نشر، در سال ۱۷۱۹ میلادی در شهر لایپزیگ، توسط «برنهارد کریستف برایتکپف» تأسیس شد.
هم‌اکنون فهرست نشر این مؤسسه، ۱٬۰۰۰ آهنگساز، ۸٬۰۰۰ اثر موسیقی و ۱۵٬۰۰۰ کتاب و نسخه چاپی را در بر می‌گیرد. در سال ۱۷۹۵ میلادی، «گاتفرید کریستف هرتل» مالکیتِ شرکت را در اختیار گرفت و نام‌خانوادگی‌اش به عنوانِ آن افزوده شد.
علاوه بر این، از سال ۱۸۰۷ تا ۱۸۷۰ میلادی، برایتکپف و هرتل اقدام به ساختِ سازِ پیانو نیز نمود و برخی از برجسته‌ترین آهنگسازان قرن ۱۹ میلادی، همچون فرانتس لیست و کلارا شومان از محصولات آن استفاده می‌کردند.
این مؤسسهٔ انتشاراتی، همواره حامیِ هنرمندان موسیقی بوده و با برخی از آن‌ها همکاری نزدیکی داشته است که از آن میان، می‌توان به لودویگ فان بتهوون، یوزف هایدن، فلیکس مندلسون، روبرت شومان، فردریک شوپن، ریشارد واگنر و یوهانس برامس اشاره نمود.
برایتکپف و هرتل، نخستین ناشرِ نسخهٔ کاملِ نت‌های موسیقی یوهان سباستیان باخ، ولفگانگ آمادئوس موتسارت و فرانتس شوبرت است.